# Joker Arroyo
Joker Paz Arroyo (Naga, 5 januari 1927 – Verenigde Staten, 5 oktober 2015) was een Filipijnse advocaat en politicus. Joker Arroyo was de eerste advocaat die de wettigheid van de door Ferdinand Marcos afgekondigde Staat van beleg aanvocht bij het Filipijnse hooggerechtshof. Hij was in die tijd bovendien betrokken bij de verdediging van diverse politieke gevangenen van Marcos zoals oppositieleider en senator Benigno Aquino Jr.; de baas van ABS-CBN, Eugenio Lopez jr.; politicus Sergio Osmeña III; communistenleider Jose Maria Sison, journalist en medeoprichter van het National Democratic Front, Satur Ocampo; de senatoren Jovito Salonga en Eva Kalaw en de advocaten Aquilino Pimentel jr., Renato Tañada en Eduardo Olaguer.
Tijdens de verkiezingsstrijd van 1986 was Arroyo adviseur van de oppositiekandidaat Corazon Aquino. Na haar aantreden in 1986 werd hij door haar aangesteld als Executive Secretary. Van 1986 tot 1990 was Arroyo voorzitter van de Filipijnse nationale bank. Tijdens de verkiezingen van 1992 werd Arroyo gekozen als lid van het Filipijns Huis van Afgevaardigden namens het kiesdistrict Makati City. In 2001 werd Arroyo gekozen in het Filipijnse Senaat. Na afloop van de 6 jaar durende termijn werd Arroyo in 2007 op 80-jarige leeftijd opnieuw gekozen als Filipijns Senator. Joker Arroyo heeft geen directe familieband met Jose Miguel Arroyo, de echtgenoot van de Filipijnse president Gloria Macapagal-Arroyo.
Arroyo overleed in een Amerikaans ziekenhuis tijdens een hartoperatie op 88-jarige leeftijd.

## Bron
- De website van het Filipijnse Senaat

Termijn 1998 - 2004: Aquino-Oreta · Barbers · Biazon · Cayetano · Jaworski · Honasan1 · Legarda · Ople · J.H. Osmeña · Pimentel · Revilla · Sotto III

Termijn 2001 - 2007: Angara · Arroyo · De Castro · Drilon · L. Estrada · Flavier · Lacson · Magsaysay · Osmeña III · Pangilinan · Recto · Villar

1: vanaf 2001 voor vacante zetel
Termijn 2001 - 2007: Angara · Arroyo · Drilon · L. Estrada · Flavier · Lacson · Magsaysay · Osmeña III · Pangilinan · Recto · Villar

Termijn 2004 - 2010: Biazon · Lapid · J. Estrada · Enrile · P. Cayetano · Santiago · Gordon · Lim · Madrigal · Pimentel · Revilla · Roxas
Termijn 2004 - 2010: Biazon · Lapid · Estrada · Enrile · P. Cayetano · Santiago · Gordon · Madrigal · Pimentel · Revilla · Roxas

Termijn 2007 - 2013: Angara · Aquino · Arroyo · A. P. Cayetano · Escudero · Honasan · Lacson · Legarda · Pangilinan · Trillanes · Villar · Zubiri